# Taddeo Dal Verme, di Luigi

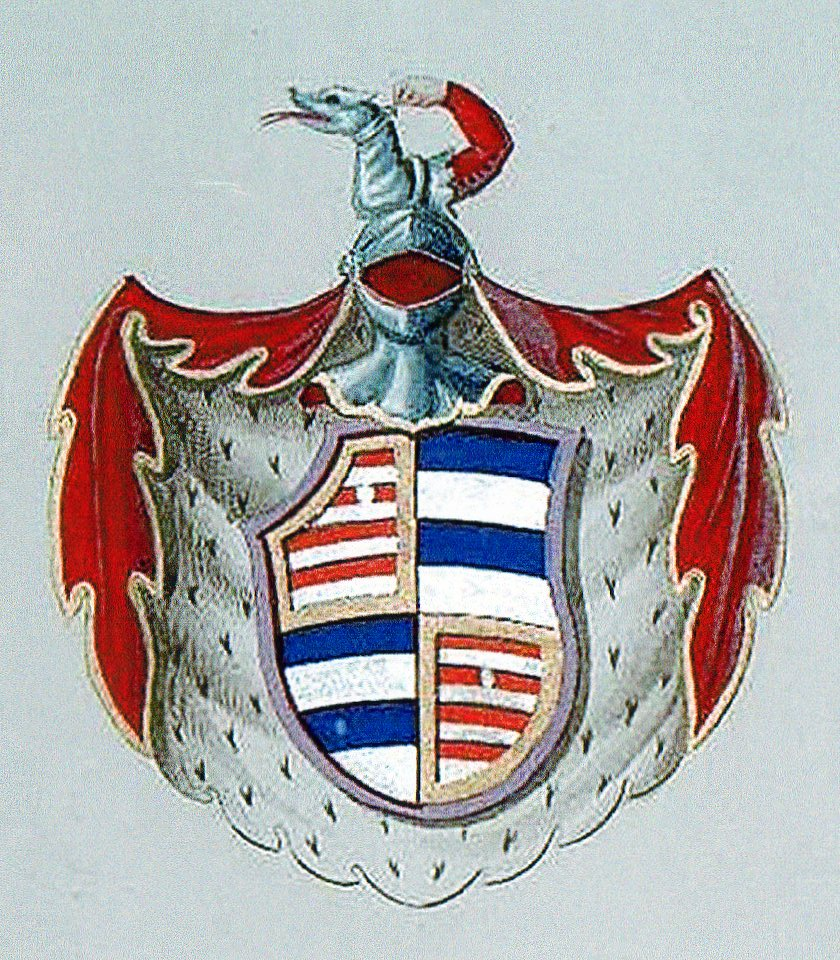
Stemma dei Dal Verme

Taddeo Dal Verme (Voghera?, ... – Voghera, 1493) è stato un condottiero italiano.

## Biografia
Era figlio del condottiero Luigi Dal Verme e di Valpurga Scotti di Vigoleno.
Fu al soldo dei milanesi con la compagnia del padre nel 1443 contro i bolognesi nella battaglia di San Giorgio di Piano. Nel 1449, alla morte del padre, ereditò la sua compagnia di soldati ed ebbe in feudo Castel San Giovanni. Nel 1452 fu al servizio di Francesco Sforza contro Venezia.
Quando Ludovico il Moro nel 1485 spogliò la famiglia Dal Verme, Taddeo fu ridotto in miseria, anche per la concessione del feudo di Sanguinetto, antica proprietà della famiglia, ad opera dei Veneziani al condottiero Gentile da Leonessa. Forte delle investiture dei precedenti imperatori, si rivolse a Massimiliano I d'Asburgo, sotto le cui insegne militò dal 1485, ma senza esito. Si rivolse al Moro, ma non ebbe seguito. Morì in povertà nel 1493, lasciando ai figli i diritti su un ingente patrimonio, che il duca di Milano aveva ingiustamente confiscato.
Da Taddeo discesero i rami di Milano e di Bobbio della famiglia.

## Discendenza
Taddeo sposò in prime nozze Beatrice Anguissola, dalla quale ebbe due figli:
- Marcantonio (?-1538), capostipite dei Dal Verme di Milano e Voghera
- Federico (?-1540), capostipite dei Dal Verme di Bobbio e Piacenza

Sposò in seconde nozze Luigia de' Paoli, dalla quale ebbe Paola, moglie di Ludovico Balbi di Piacenza.